# 北野未奈
北野未奈（日语：きたの みな，2000年5月20日—）是日本的AV女优。隶属于LIGHT。

## 经历
以银座第一女陪侍的名号以『弱冠20岁！银座 NO.1（某著名豪华俱乐部）H 罩杯女陪侍和大型契约AV出道北野未奈』（E-BODY）的名义于2021年4月正式出道 。口号是“迷住男人的最高级美貌和身材”。所属公司是LIGHT。
2021年9月，被任命为FANZA『Triple HAPPY Campaign 2021』活动女郎 。
2021年9月在FANZA邮购楼层・AV女优中排名第一 。同年12月，获得『2021年周刊学前成人奖』的最優秀新人女優奖 。
2022年2月，北野未奈就任FANZA的“Sexy Sweets Campaign 2022”活动女郎。
2022年5月，宣布成为本中和Fitch两家公司活动的双重专属女优。FANZA公布她在2022年上半年AV女优排行榜中获得第3位。
FANZA出租楼层2022年8月的月度AV女优排行榜第一 。
2023年4月10日，FANZA视频平台的排行榜上，参演的作品『ホイホイhome おウチでヤろう（2） 素人ホイホイ・マッチングアプリ・酒・ステイホーム・美少女・お姉さん・女子大生・清楚・巨乳・3発射・ハメ撮り・顔射』（素人ホイホイ / 妄想族）排名第一。这部作品最初于2022年4月发布并重新受到关注。

## 人物
- AV男优森林原人（日语：森林原人）评价北野未奈为“她是一位充满着性感魅力，却同时拥有天真无邪的少女一面的美女[4]。她的乳头呈现出美丽的淡粉色，能让人感受到丰满的母性美[4]。”
- 同为男优的鮫島健介表示：“（第一次见面的时候）她说‘我是北野未奈，今天请多关照’，这种礼貌的问候我还是第一次遇到。”他说。
- 在《週刊Playboy》杂志上，被赋予两个w，“行走的公共猥亵臀部”和“光彩夺目的美臀” [14] 。
- 得意技是“蜘蛛式骑乘位”。
- 作为攻击方喜欢进行积极的表演，但内心其实是一个M。总是在心里默默地说着“对不起XX”。她将这种心理状态称为“抱歉SEX”。目标是创作出超越出道作品的作品 。
- 同事务所的石原希望称她为“北野”[15]。石原认为“她很擅长做事” [15] 。

## 作品

### DVD

#### 2021年
| 總序    | 番號     | 標題   | 片商         | 收錄時間 | 發售日期      | 來源   |
| ------- | -------- | ------ | ------------ | -------- | ------------- | ------ |
| 1       | EBOD–814 | [ 16 ] | E-BODY       | 120分鐘  | 2021年4月13日 | 待公佈 |
| ※初作品 |          |        |              |          |               |        |
| 2       | EBOD–823 |        | E-BODY       | 120分鐘  | 2021年5月13日 | 待公佈 |
| 3       | EBOD–829 |        | E-BODY       | 140分鐘  | 2021年6月13日 | 待公佈 |
| 4       | EBOD–841 |        | E-BODY       | 120分鐘  | 2021年7月13日 | 待公佈 |
| 5       | WAAA–088 |        | Wanz Factory | 150分鐘  | 2021年8月1日  | 待公佈 |
| 6       | JUFE–318 |        | Fitch        | 140分鐘  | 2021年8月13日 | 待公佈 |
| 7       | MEYD–695 |        | 溜池GORO     | 120分鐘  | 2021年8月13日 | 待公佈 |
| 8       | DASD–910 |        | Das!         | 160分鐘  | 2021年8月25日 | 待公佈 |
| 9       | JUL–690  |        | Madonna      | 160分鐘  | 2021年8月25日 | 待公佈 |
| 10      | BF–644   | [ 17 ] | BeFree       | 140分鐘  | 2021年10月5日 | 待公佈 |
| 11      | JUFE–334 |        | Fitch        | 160分鐘  | 2021年10月5日 | 待公佈 |
| 12      | MIAA–504 |        | MOODYZ       | 150分鐘  | 2021年10月5日 | 待公佈 |

## 演出作品

### 电视机
2021年
- Beach 9（日语：ビ〜チ9） （11 月，埼玉电视台）-月刊嘉宾

### CM
2021年
- Findom（10月10日，艺术传媒） [19]

### 网络电视
2021年
- カチコチTV（日语：カチコチTV） （9月24日，10月1日， FANZA（日语：FANZA）无限观看ch灯）

## 脚注

### 出典
1. ↑  .   [2023-05-09]. （原始内容存档于2023-01-29）.
2. ↑  集英社『週刊プレイボーイ』2021年10月18日号No.42 139頁
3. ↑  .   [2023-05-09]. （原始内容存档于2021-04-22）.
4. 1 2 3 4  集英社『週刊プレイボーイ』2021年10月18日号No.42 139頁
5. ↑  . FANZAニュース. 2021-09-01  [2021-09-12].
6. ↑  . 夕やけ大衆. 2021-10-02  [2021-11-07]. （原始内容存档于2022-11-21） （日语）.
7. ↑  集英社『週刊プレイボーイ』2021年12月27日No.52 141頁
8. ↑  . FANZA NEWS.   [2022-02-22].
9. ↑  . Twitter.   [2022-07-04]. （原始内容存档于2023-04-17）.
10. ↑  . www.dmm.co.jp. FANZA通販.   [2022-07-22].
11. ↑  ジーオーティー『月刊FANZA』2022年10月号 47頁
12. ↑  . 夕やけ大衆. 2022-09-09  [2022-09-09]. （原始内容存档于2023-04-12） （日语）.
13. ↑  . 夕やけ大衆. 2023-04-23  [2023-04-29]. （原始内容存档于2023-04-29） （日语）.
14. ↑  集英社『週刊プレイボーイ』2022年9月19日号No.38 144‐147頁「中秋の名尻!!次世代美尻AV女優」
15. 1 2  . のぞチャン〜石原希望オフィシャルYoutube〜. 2022-01-21  [2022-01-21]. （原始内容存档于2023-06-26）.
16. ↑  集英社『週刊プレイボーイ』2021年11月29日号No.48 144-147頁「2021年は大豊作　今年一押しの新人をAV識者が大紹介　ボジョレーAV女優解禁!!!」
17. ↑  集英社『週刊プレイボーイ』2023年3月6日号No.10 148‐151頁「けしからん衣装が大ブーム!!逆バニー傑作選!!」
18. ↑  ジーオーティー『月刊FANZA』2022年1月号 44‐45頁
19. ↑  . findom.jp@Findom_JP. 2021-10-01  [2021-10-06]. （原始内容存档于2023-04-17）.